# IC 313
IC 313 ist eine elliptische Galaxie vom Hubble-Typ E1 im Sternbild Perseus am Nordsternhimmel. Sie ist schätzungsweise 202 Millionen Lichtjahre von der Milchstraße entfernt und hat einen Durchmesser von etwa 55.000 Lichtjahren.

In der gleichen Himmelsregion befinden sich u. a. die Galaxien NGC 1276, NGC 1277, NGC 1278, IC 316.
Das Objekt wurde am 14. September 1888 vom US-amerikanischen Astronomen Lewis Swift entdeckt.